# Neotheronia fuscicornis
Neotheronia fuscicornis là một loài tò vò trong họ Ichneumonidae.